# Pardus
Pardus is een van oorsprong Turkse Linuxdistributie. Het wordt ontwikkeld door TÜBİTAK-UEKAE. Het doel van het project is het ontwikkelen van een distributie die aan alle verwachtingen van "digibeten" voldoet.
Pardus is gebaseerd op de Linuxdistributie Debian en wordt ontwikkeld door TÜBİTAK (Wetenschappelijke en Technische onderzoeksraad van Turkije) in een van haar instituten, UEKAE (Nationaal Onderzoeksinstituut voor Elektronica en Cryptologie). Pardus heeft als ambitieus doel een volledige Linux-oplossing voor de defensie, publieke sector en onderwijs in Turkije te ontwikkelen. 
Pardus bevat bij een standaard installatie allerlei programma's zoals een kantoorsuite (Libreoffice.org), browsers en een e-mailprogramma. Voorheen werd Pardus met de KDE-werkomgeving geleverd, maar sinds de heropstart met Xfce.
De naam komt van de Anatolische Panthera Pardus, oftewel de panter.

## Bijzonderheden
- Linux Kernel 5.10 (Long Term Support) release
- Gnome 3.38 Desktop
- XFCE 4.16
- Pardus Software Center
- LibreOffice 7.0
- Pardus Package Installer
- Pardus Power Manager
- Gimp 2.10.22
- Inkscape 1.0.2
- PHP 7.4
- PostgreSQL 13
- Python 3, 3.9.1
- Samba 4.13
- Apache 2.4.48
- BIND DNS Server 9.16
- Calligra office software suite 3.2
- Cryptsetup 2.3
- Emacs 27.1

Het Pardus besturingssysteem kan worden gedownload als ISO-bestand en op een cd of dvd worden gebrand, maar het is ook mogelijk om het via live USB te starten en installeren.

## Schermafdrukken

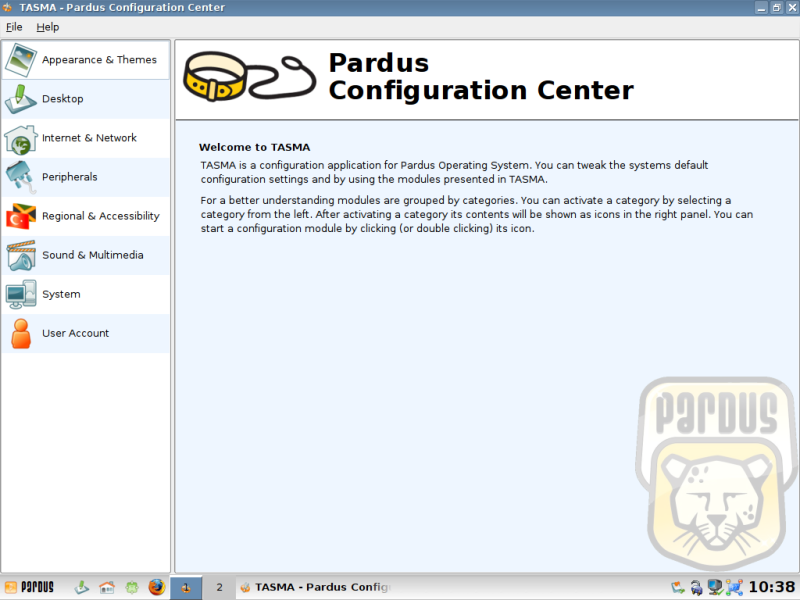
Het Tasma configuratieprogramma
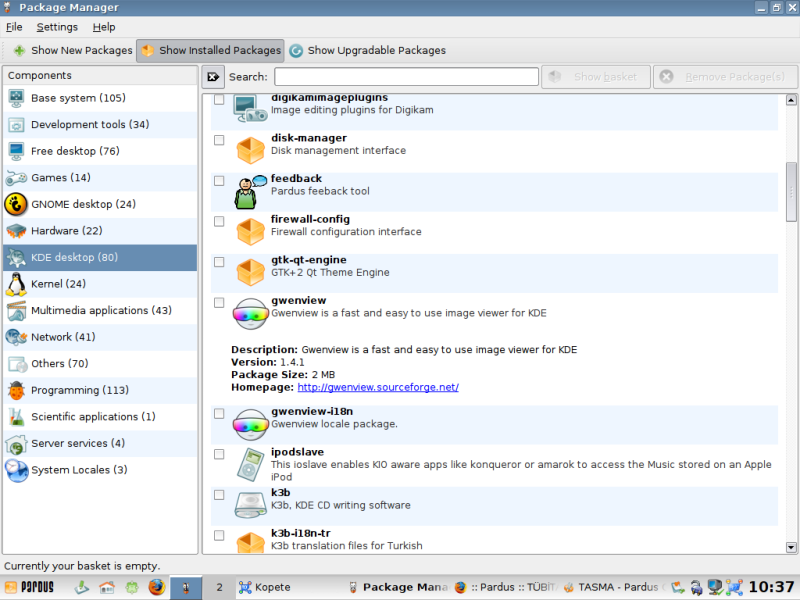
De PiSi pakketbeheerder